# Morteau (Fluss)
Der Morteau (auch Ancienne Sambre genannt) ist ein Fluss in Frankreich, der im Département Aisne in der Region Hauts-de-France verläuft. Er entspringt im westlichen Gemeindegebiet von La Flamengrie, nahe dem Ort La Hays Payenne, entwässert generell in westlicher Richtung und mündet nach rund 23 Kilometern im Gemeindegebiet von Étreux als linker Nebenfluss in den Noirrieu. Im Mündungsabschnitt dient der Morteau als kanalisierter Fluss für den Schifffahrtskanal Canal de la Sambre à l’Oise.

## Orte am Fluss
(Reihenfolge in Fließrichtung)
- Le Chevalet, Gemeinde Papleux
- La Garmouzet, Gemeinde Fontenelle
- Le Nouvion-en-Thiérache
- Boué
- Le Gard, Gemeinde Étreux
- Étreux

## Geschichte
Der Fluss war früher der Oberlauf der Sambre, wurde aber im 16. Jahrhundert von den Herzögen von Guise in Richtung Oise umgeleitet, um die Wasserversorgung der Mühlen von Étreux zu verbessern. Daher wird er auch heute noch als Ancienne Sambre (etwa: „Ehemalige Sambre“) bezeichnet. Durch das zur Umleitung genutzte Tal wurde 1834–1839 auch noch der Canal de la Sambre à l’Oise (deutsch: Sambre-Oise-Kanal) gebaut.

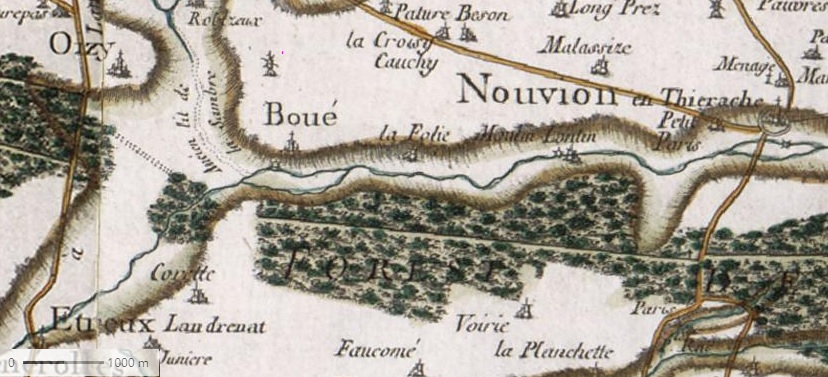
Alte Landkarte des früheren Flussverlaufes der Sambre